# 科吉納斯湖
40°44′27″N 9°02′32″E / 40.740754°N 9.042091°E

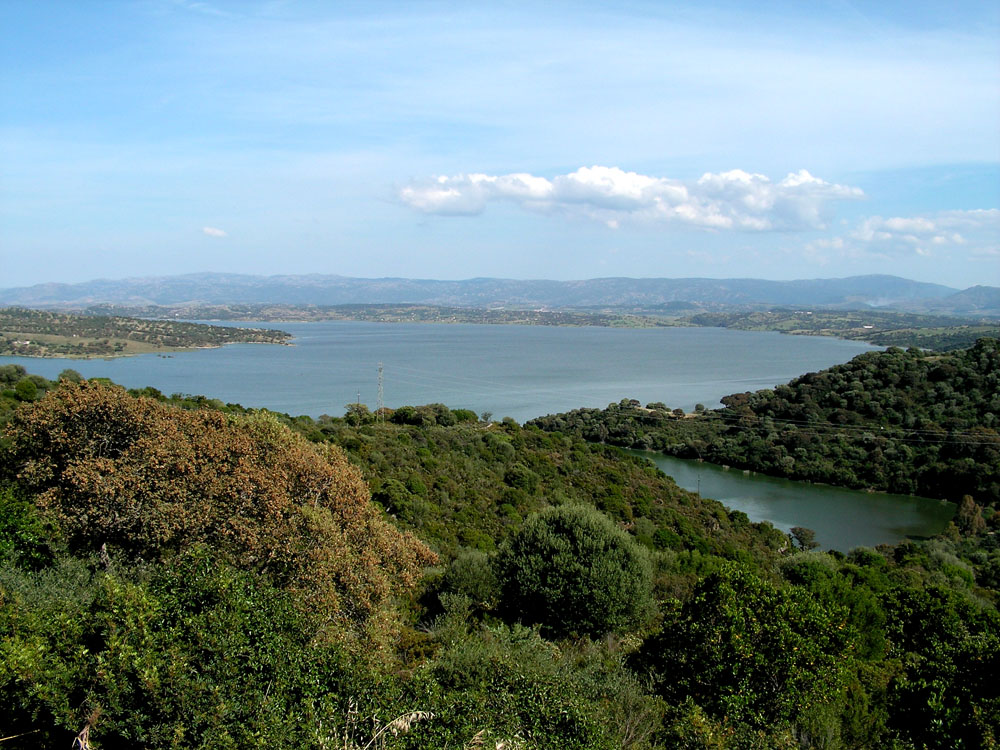

科吉納斯湖是意大利的人工湖泊，位於薩丁尼亞島北部，面積17.8平方公里，集水區面積1,900平方公里，海拔高度164米，最大水深50米，蓄水量2.54億立方米。